# Akiruno
Akiruno (あきる野市?) è una città giapponese conurbata in Tokyo.